# Sojuz 34
Sojuz 34 è la denominazione di una missione della navicella spaziale Sojuz verso la stazione spaziale sovietica Saljut 6 (DOS 5). Anche se il lancio della capsula spaziale avvenne privo di equipaggio, il volo viene considerato come trentatreesimo volo equipaggiato, dato che ha fatto atterrare l'equipaggio base della stazione spaziale. In assoluto si trattò del cinquantaquattresimo volo nell'ambito del programma Sojuz sovietico nonché del decimo volo (equipaggiato) verso la predetta stazione spaziale (l'ottavo - a causa degli insuccessi della Sojuz 25 e Sojuz 33 - che riuscì effettivamente a svolgere la manovra di aggancio).

## Equipaggio

### Equipaggio principale
| Ruolo             | Equipaggio al lancio | Equipaggio all'atterraggio                      |
| ----------------- | -------------------- | ----------------------------------------------- |
| Comandante        | —                    | Vladimir Ljachov, GCTC Saljut 6 EO-3 Primo volo |
| Ingegnere di volo | —                    | Valerij Rjumin, NPOE Saljut 6 EO-3 Terzo volo   |

## Missione
La Sojuz 34 venne lanciata verso la stazione spaziale Saljut 6 priva di equipaggio. Infatti le riserve d'energia della navicella spaziale Sojuz 32 che aveva portato in orbita l'equipaggio base della predetta stazione si stavano esaurendo e pertanto non poté essere garantito il ritorno sicuro dell'equipaggio a bordo di questa capsula. Come al solito si pensava di scambiare semplicemente le due capsule durante la prima missione successiva al lancio dell'equipaggio base, in questo caso durante Sojuz 33. Detta missione non riuscì ad effettuare la manovra di aggancio e pertanto si rese necessario lanciare questa capsula priva di equipaggio onde garantire un'ulteriore permanenza nello spazio. Le esperienze negative dell'insuccesso della Sojuz 33 contribuirono decisamente nello svolgimento di questa missione e pertanto l'aggancio automatico riuscì senza particolar problemi. Così il terzo equipaggio base, il quale viene spesso indicato sotto la denominazione di Saljut 6 (EO-3), terminò con l'atterraggio avvenuto il 19 agosto 1979 nella steppa del Kazakistan la sua missione dopo 175,02 giorni di volo nello spazio, raggiungendo così un nuovo record mondiale di permanenza nell'orbita terrestre.

## Ulteriori dati di volo
- Durata per l'equipaggio originale: 175 giorni, 0 ore, 36 min
- Orbite terrestri per l'equipaggio originale: 2.755

I parametri sopra elencati indicato i dati pubblicati immediatamente dopo il termine della fase di lancio. Le continue variazioni ed i cambi di traiettoria d'orbita sono dovute alle manovre di aggancio. Pertanto eventuali altre indicazioni risultanti da fonti diverse sono probabili ed attendibili in considerazione di quanto descritto.